# Palomas (Hiszpania)
Palomas – gmina w Hiszpanii, w prowincji Badajoz, w Estramadurze, o powierzchni 40,52 km². W 2011 roku gmina liczyła 717 mieszkańców.